# Coppa Italia di Serie B 2012-2013 (calcio a 5)
La quindicesima edizione della Coppa Italia di Serie B si è svolta tra il 26 gennaio e il 14 aprile 2013, con regolamento invariato rispetto all'edizione precedente. Sono qualificate alla manifestazione le squadre classificatesi ai primi quattro posti dei sei gironi al termine del girone di andata.
Le 24 formazioni sono distribuite in otto gironi triangolari, la cui composizione è stata determinata già all'inizio della stagione, e si affrontano reciprocamente tra loro in una gara unica. Si qualificano alla fase successiva solamente le formazioni vincitrici del girone. Le partite che coinvolgono le società del girone F sono state posticipate in virtù di alcuni reclami agli Organi di Giustizia Sportiva che avrebbero potuto determinare una differente classifica dello stesso, modificando conseguentemente la composizione dei gironi di Coppa Italia. Il completamento dei gironi 5, 6 e 7 di Coppa Italia di serie B è stato comunicato dalla Divisione in data 14 febbraio 2013.
La Final Eight della manifestazione si è svolta presso il PalaSavelli di Porto San Giorgio (FM) dal 12 al 14 aprile 2013. Il meccanismo di passaggio del turno prevede incontri a eliminazione diretta al termine dei quali, se sussistesse la condizione di parità, non si disputeranno i tempi supplementari ma direttamente i calci di rigore. La composizione del tabellone della Final Eight è stato sorteggiato il 4 aprile 2013 presso la sede della Divisione Calcio a 5 a Roma.

## Squadre qualificate
Alla Coppa Italia di Serie B sono iscritte d'ufficio le Società classificatesi ai primi quattro posti dei gironi A-B-C-D-E-F del girone di andata del Campionato Nazionale di Serie B secondo quanto stabilito dall'art. 51 punto 7 delle Norme organizzative interne FIGC. Le società partecipanti all'edizione 2013 sono:
| Girone A | Girone A         | Girone B | Girone B                   | Girone C | Girone C          | Girone D | Girone D       | Girone E | Girone E   | Girone F | Girone F       |
| 1ª       | Carmagnola       | 1ª       | CAME Treviso               | 1ª       | Forlì             | 1ª       | Aesernia       | 1ª       | Orte       | 1ª       | Scanzano       |
| 2ª       | Atlante Grosseto | 2ª       | Jesolo                     | 2ª       | Portos            | 2ª       | Sala Consilina | 2ª       | Paolo Agus | 2ª       | Policoro       |
| 3ª       | Prato            | 3ª       | Atletico Arzignano-Cornedo | 3ª       | Porto San Giorgio | 3ª       | Bisceglie      | 3ª       | Isola      | 3ª       | Odissea 2000   |
| 4ª       | Imola            | 4ª       | Arzignano                  | 4ª       | Barletta Futsal   | 4ª       | Real Molfetta  | 4ª       | Elmas      | 4ª       | Catanzarese SG |

## Prima fase

### 1ª giornata
26 gennaio 2013
- Futsal Barletta - Sotedi Jesolo 3-6
- Futsal Portos - Imola 0-1
- Arzignano - Prato 5-4
- Porto San Giorgio - Atl. Arzignano Cornedo 4-1
- Elmas 01 - Futsal Bisceglie 1990 6-3
- Futsal Isola - Odissea 2000 Rossano 4-4

26 febbraio 2013
- Paolo Agus - Atl. Catanzaro Stefano Gallo 6-1
- AVIS Pleiade Policoro - Real Molfetta 5-2

### 2ª giornata
12 febbraio 2013
- CLD Carmagnola - Futsal Barletta 5-2
- CAME Dosson - Futsal Portos 5-3
- Prato - Forlì 4-6
- Atl. Arzignano Cornedo - Coop. Atlante Grosseto 14-3
- Sporting Sala Consilina - Futsal Isola 5-3

12 marzo 2013
- Futsal Bisceglie 1990 - Libertas Scanzano 0-1
- Atl. Catanzaro Stefano Gallo - Aesernia 4-5
- Real Molfetta - Orte 3-4

### 3ª giornata
12 marzo 2013
- Sotedi Jesolo - CLD Carmagnola 1-5
- Imola - CAME Dosson 4-4
- Forlì - Arzignano 1-1
- Coop. Atlante Grosseto - Porto San Giorgio 7-8
- Odissea 2000 Rossano - Sporting Sala Consilina 4-2

19 marzo 2013
- Aesernia - Paolo Agus 2-4
- Orte - AVIS Pleiade Policoro 6-1

20 marzo 2013
- Libertas Scanzano - Elmas 01 3-4

### Classifica[11]

#### Girone 1
|  | Squadra         | P.ti | V | P | S | GF | GS | DR |
|  | --------------- | ---- | - | - | - | -- | -- | -- |
|  | Carmagnola      | 6    | 2 | 0 | 0 | 10 | 3  | +7 |
|  | Jesolo          | 3    | 1 | 0 | 1 | 7  | 8  | -1 |
|  | Barletta Futsal | 0    | 0 | 0 | 2 | 5  | 11 | -6 |
|  |                 |      |   |   |   |    |    |    |

#### Girone 3
|  | Squadra   | P.ti | V | P | S | GF | GS | DR |
|  | --------- | ---- | - | - | - | -- | -- | -- |
|  | Forlì     | 4    | 1 | 1 | 0 | 7  | 5  | +2 |
|  | Arzignano | 4    | 1 | 1 | 0 | 6  | 5  | +1 |
|  | Prato     | 0    | 0 | 0 | 2 | 8  | 11 | -3 |
|  |           |      |   |   |   |    |    |    |

#### Girone 5
|  | Squadra        | P.ti | V | P | S | GF | GS | DR |
|  | -------------- | ---- | - | - | - | -- | -- | -- |
|  | Paolo Agus     | 6    | 2 | 0 | 0 | 10 | 3  | +7 |
|  | Aesernia       | 3    | 1 | 0 | 1 | 7  | 8  | -1 |
|  | Catanzarese SG | 0    | 0 | 0 | 2 | 5  | 11 | -6 |
|  |                |      |   |   |   |    |    |    |

#### Girone 7
|  | Squadra   | P.ti | V | P | S | GF | GS | DR |
|  | --------- | ---- | - | - | - | -- | -- | -- |
|  | Elmas     | 6    | 2 | 0 | 0 | 10 | 6  | +4 |
|  | Scanzano  | 3    | 1 | 0 | 1 | 4  | 4  | 0  |
|  | Bisceglie | 0    | 0 | 0 | 2 | 3  | 7  | -4 |
|  |           |      |   |   |   |    |    |    |

#### Girone 2
|  | Squadra      | P.ti | V | P | S | GF | GS | DR |
|  | ------------ | ---- | - | - | - | -- | -- | -- |
|  | CAME Treviso | 4    | 1 | 1 | 0 | 9  | 7  | +2 |
|  | Imola        | 4    | 1 | 1 | 0 | 5  | 4  | +1 |
|  | Portos       | 0    | 0 | 0 | 2 | 3  | 6  | -3 |
|  |              |      |   |   |   |    |    |    |

#### Girone 4
|  | Squadra                    | P.ti | V | P | S | GF | GS | DR  |
|  | -------------------------- | ---- | - | - | - | -- | -- | --- |
|  | Porto San Giorgio          | 6    | 2 | 0 | 0 | 12 | 8  | +4  |
|  | Atletico Arzignano-Cornedo | 3    | 1 | 0 | 1 | 15 | 7  | +8  |
|  | Atlante Grosseto           | 0    | 0 | 0 | 2 | 10 | 22 | -12 |
|  |                            |      |   |   |   |    |    |     |

#### Girone 6
|  | Squadra       | P.ti | V | P | S | GF | GS | DR |
|  | ------------- | ---- | - | - | - | -- | -- | -- |
|  | Orte          | 6    | 2 | 0 | 0 | 10 | 4  | +6 |
|  | Policoro      | 3    | 1 | 0 | 1 | 6  | 8  | -2 |
|  | Real Molfetta | 0    | 0 | 0 | 2 | 5  | 9  | -4 |
|  |               |      |   |   |   |    |    |    |

#### Girone 8
|  | Squadra        | P.ti | V | P | S | GF | GS | DR |
|  | -------------- | ---- | - | - | - | -- | -- | -- |
|  | Odissea 2000   | 4    | 1 | 1 | 0 | 8  | 6  | +2 |
|  | Sala Consilina | 3    | 1 | 0 | 1 | 7  | 7  | 0  |
|  | Isola          | 1    | 0 | 1 | 1 | 7  | 9  | -2 |
|  |                |      |   |   |   |    |    |    |

## Final Eight
La Final Eight della coppa Italia di serie B si è svolta tra il 12 e il 14 aprile ed è stata organizzata dal Football Club Porto San Giorgio presso il PalaSavelli di Porto San Giorgio (FM). Il sorteggio, avvenuto il 4 aprile nella sede della Divisione Calcio a Cinque, non prevedeva teste di serie, pertanto le otto finaliste sono state inserite in un'unica urna.

### Tabellone
|  | Quarti di finale  | Quarti di finale  | Quarti di finale |            |              | Semifinali   | Semifinali | Semifinali |  |  | Finale | Finale | Finale |  |
|  |                   |                   |                  |            |              |              |            |            |  |  |        |        |        |  |
|  | Elmas             | Elmas             | 2                |            |              |              |            |            |  |  |        |        |        |  |
|  | Elmas             | Elmas             | 2                |            |              |              |            |            |  |  |        |        |        |  |
|  | CAME Treviso      | CAME Treviso      | 6                |            |              |              |            |            |  |  |        |        |        |  |
|  | CAME Treviso      | CAME Treviso      | 6                |            | CAME Treviso | CAME Treviso | 4          |            |  |  |        |        |        |  |
|  |                   |                   |                  |            | CAME Treviso | CAME Treviso | 4          |            |  |  |        |        |        |  |
|  |                   |                   | Forlì            | Forlì      | 3            |              |            |            |  |  |        |        |        |  |
|  | Carmagnola        | Carmagnola        | Forlì            | Forlì      | 3            | 1            |            |            |  |  |        |        |        |  |
|  | Carmagnola        | Carmagnola        |                  |            |              |              |            |            |  |  |        |        |        |  |
|  | Forlì             | Forlì             | 3                |            |              |              |            |            |  |  |        |        |        |  |
|  | Forlì             | Forlì             | 3                |            | CAME Treviso | CAME Treviso | 4          |            |  |  |        |        |        |  |
|  |                   |                   |                  |            |              |              |            |            |  |  |        |        |        |  |
|  |                   |                   | Paolo Agus       | Paolo Agus | 7            |              |            |            |  |  |        |        |        |  |
|  | Porto San Giorgio | Porto San Giorgio | Paolo Agus       | Paolo Agus | 7            | 1            |            |            |  |  |        |        |        |  |
|  | Porto San Giorgio | Porto San Giorgio |                  |            |              |              |            |            |  |  |        |        |        |  |
|  | Paolo Agus        | Paolo Agus        | 3                |            |              |              |            |            |  |  |        |        |        |  |
|  | Paolo Agus        | Paolo Agus        | 3                |            | Paolo Agus   | Paolo Agus   | 6          |            |  |  |        |        |        |  |
|  |                   |                   |                  |            | Paolo Agus   | Paolo Agus   | 6          |            |  |  |        |        |        |  |
|  |                   |                   | Orte             | Orte       | 3            |              |            |            |  |  |        |        |        |  |
|  | Odissea 2000      | Odissea 2000      | Orte             | Orte       | 3            | 2            |            |            |  |  |        |        |        |  |
|  | Odissea 2000      | Odissea 2000      |                  |            |              |              |            |            |  |  |        |        |        |  |
|  | Orte              | Orte              | 4                |            |              |              |            |            |  |  |        |        |        |  |

### Quarti di finale[12]
| Porto San Giorgio 12 aprile 2013, ore 14:30 CET Quarti di finale, gara unica | Odissea 2000                                            | 2 – 4 (1-2) referto | Orte | PalaSavelli\| Arbitri: \| Calogero Castellino (Treviso) Lorenzo Di Guilmi (Vasto) \| \| Crono: \| Laura De Amicis (Avezzano) \| |
| Arbitri:                                                                     | Calogero Castellino (Treviso) Lorenzo Di Guilmi (Vasto) |                     |      | |
| Crono:                                                                       | Laura De Amicis (Avezzano)                              |                     |      | |

| Porto San Giorgio 12 aprile 2012, ore 16:30 CET Quarti di finale, gara unica | Carmagnola                                                | 1 – 3 (1-1) referto | Forlì | PalaSavelli\| Arbitri: \| Davide Chiara (Cagliari) Luca Vincenzo Caracozzi (Foggia) \| \| Crono: \| Lorenzo Cursi (Jesi) \| |
| Arbitri:                                                                     | Davide Chiara (Cagliari) Luca Vincenzo Caracozzi (Foggia) |                     |       | |
| Crono:                                                                       | Lorenzo Cursi (Jesi)                                      |                     |       | |

| Porto San Giorgio 12 aprile 2012, ore 18:30 CET Quarti di finale, gara unica | Elmas                                        | 2 – 6 (1-1) referto | CAME Treviso | PalaSavelli\| Arbitri: \| Stefano Mezzadri Rocco Paolicelli (Bernalda) \| \| Crono: \| Riccardo Davì (Bologna) \| |
| Arbitri:                                                                     | Stefano Mezzadri Rocco Paolicelli (Bernalda) |                     |              | |
| Crono:                                                                       | Riccardo Davì (Bologna)                      |                     |              | |

| Porto San Giorgio 12 aprile 2012, ore 20:30 CET Quarti di finale, gara unica | Porto San Giorgio                                    | 1 – 3 (1-2) referto | Paolo Agus | PalaSavelli\| Arbitri: \| Salvatore Panebianco (Acireale) Vincenzo Aricò (Bra) \| \| Crono: \| Alessandra Carradori (Roma 1) \| |
| Arbitri:                                                                     | Salvatore Panebianco (Acireale) Vincenzo Aricò (Bra) |                     |            | |
| Crono:                                                                       | Alessandra Carradori (Roma 1)                        |                     |            | |

### Semifinali[13]
| Porto San Giorgio 13 aprile 2013, ore 18:00 CET Semifinali, gara unica | CAME Treviso                                        | 4 – 3 (2-1) referto | Forlì | PalaSavelli\| Arbitri: \| Andrea Campi (Ciampino) Maurizio Rago (Battipaglia) \| \| Crono: \| Michele Alessandroni (Ancona) \| |
| Arbitri:                                                               | Andrea Campi (Ciampino) Maurizio Rago (Battipaglia) |                     |       | |
| Crono:                                                                 | Michele Alessandroni (Ancona)                       |                     |       | |

| Porto San Giorgio 13 aprile 2013, ore 20:30 CET Semifinali, gara unica | Paolo Agus                                     | 6 – 3 (3-1) referto | Orte | PalaSavelli\| Arbitri: \| Alberto Vantini (Verona) Marco Brasi (Seregno) \| \| Crono: \| Luigi Fiorentino (Molfetta) \| |
| Arbitri:                                                               | Alberto Vantini (Verona) Marco Brasi (Seregno) |                     |      | |
| Crono:                                                                 | Luigi Fiorentino (Molfetta)                    |                     |      | |

### Finale[14]
| Arbitri: | Salvatore Menichini (Ercolano) Giovanni Beneduce (Nola) |
| Crono:   | Alessandro Ribaudo (Frosinone)                          |

| |            | |
| Rocha 15'52'’ (aut.) Pagnan 17'47'’ Guidolin 34'02'’ Crescenzo 37'24'’ | Marcatori  | 2'24'’ Rocha 3'52'’ Wilson 6'44'’ Nurchi 18'03'’ Rocha 25'33'’ Nurchi 29'53'’ Wilson 32'01'’ (rig.) Nurchi                                                                                  |
| · Marco Bonora · Marco Iozzino · Michele Bordignon · Emanuele Maragno · Mico Pagnan · Alberto Griggio · Diego Guidolin · Federico Favaretto · Cristian Faraon · Riccardo Crescenzo · Fouzi Achek · Maurizio Pian | Formazioni | · Fabrício Zanatta · Gianluigi Asquer · Alex Mattana · Andrea Cau · Giulio Mura · Algodão · Brunno Serpa · Massimo Nurchi · Sérgio Rocha · Wilson Santos · Pierluigi Cogotti · Daniele Agus |
| Simone Zanella | Allenatori | Enrico Cocco |